# کانگوون لند
کانگوون لند (انگلیسی: Kangwon Land) شرکت املاک کره‌ای است، که در سال ۱۹۹۸ تأسیس شد.